# Plounéventer
Plounéventer (tiếng Breton: Gwineventer) là một xã của tỉnh Finistère, thuộc vùng Bretagne, miền tây bắc Pháp.